# 390P/Gibbs
390P/Gibbs, komet Jupiterove obitelji